# Nuova Zelanda ai Giochi della XXV Olimpiade
La Nuova Zelanda partecipò ai Giochi della XXV Olimpiade, svoltisi a Barcellona, Spagna, dal 25 luglio al 9 agosto 1992, con una delegazione di 134 atleti impegnati in diciassette discipline.

## Medaglie
| Medaglia | Atleta                                            | Sport            | Evento                            |
| -------- | ------------------------------------------------- | ---------------- | --------------------------------- |
| Oro      | Barbara Kendall                                   | Vela             | Mistral femminile                 |
| Argento  | Vicky Latta Andrew Nicholson Blyth Tait Mark Todd | Equitazione      | Concorso completo a squadre       |
| Argento  | Danyon Loader                                     | Nuoto            | 200 m farfalla maschili           |
| Argento  | Don Cowie Rod Davis                               | Vela             | Star                              |
| Argento  | Leslie Egnot Jan Shearer                          | Vela             | 470 femminile                     |
| Bronzo   | Blyth Tait                                        | Equitazione      | Concorso completo individuale     |
| Bronzo   | Craig Monk                                        | Vela             | Finn maschile                     |
| Bronzo   | David Tua                                         | Pugilato         | Pesi massimi                      |
| Bronzo   | Gary Anderson                                     | Ciclismo         | Inseguimento individuale maschile |
| Bronzo   | Lorraine Moller                                   | Atletica leggera | Maratona femminile                |

### Medagliere per discipline
| Sport            | Oro | Argento | Bronzo | Totale |
| ---------------- | --- | ------- | ------ | ------ |
| Vela             | 1   | 2       | 1      | 4      |
| Equitazione      | 0   | 1       | 1      | 2      |
| Nuoto            | 0   | 1       | 0      | 1      |
| Atletica leggera | 0   | 0       | 1      | 1      |
| Ciclismo         | 0   | 0       | 1      | 1      |
| Pugilato         | 0   | 0       | 1      | 1      |
| Totale           | 1   | 4       | 5      | 10     |